# Palitzsch (Mondkrater)
Palitzsch ist ein Einschlagkrater im Osten der Mondvorderseite, der unmittelbar am südöstlichen Rand des großen Kraters Petavius liegt.
Der Krater ist stark erodiert und das Innere uneben.
Nördlich des Kraters beginnt das Mondtal Vallis Palitzsch, das in nördlicher Richtung entlang des Walls von Petavius bis zum Nebenkrater Petavius D verläuft.
| Buchstabe | Position           | Durchmesser | Link |
| --------- | ------------------ | ----------- | ---- |
| A         | 26,94° S, 65,65° O | 33 km       |      |
| B         | 26,41° S, 68,35° O | 38 km       |      |

Der Krater wurde 1935 von der IAU nach dem deutschen Astronomen Johann Georg Palitzsch offiziell benannt.